# Faja pirítica ibérica

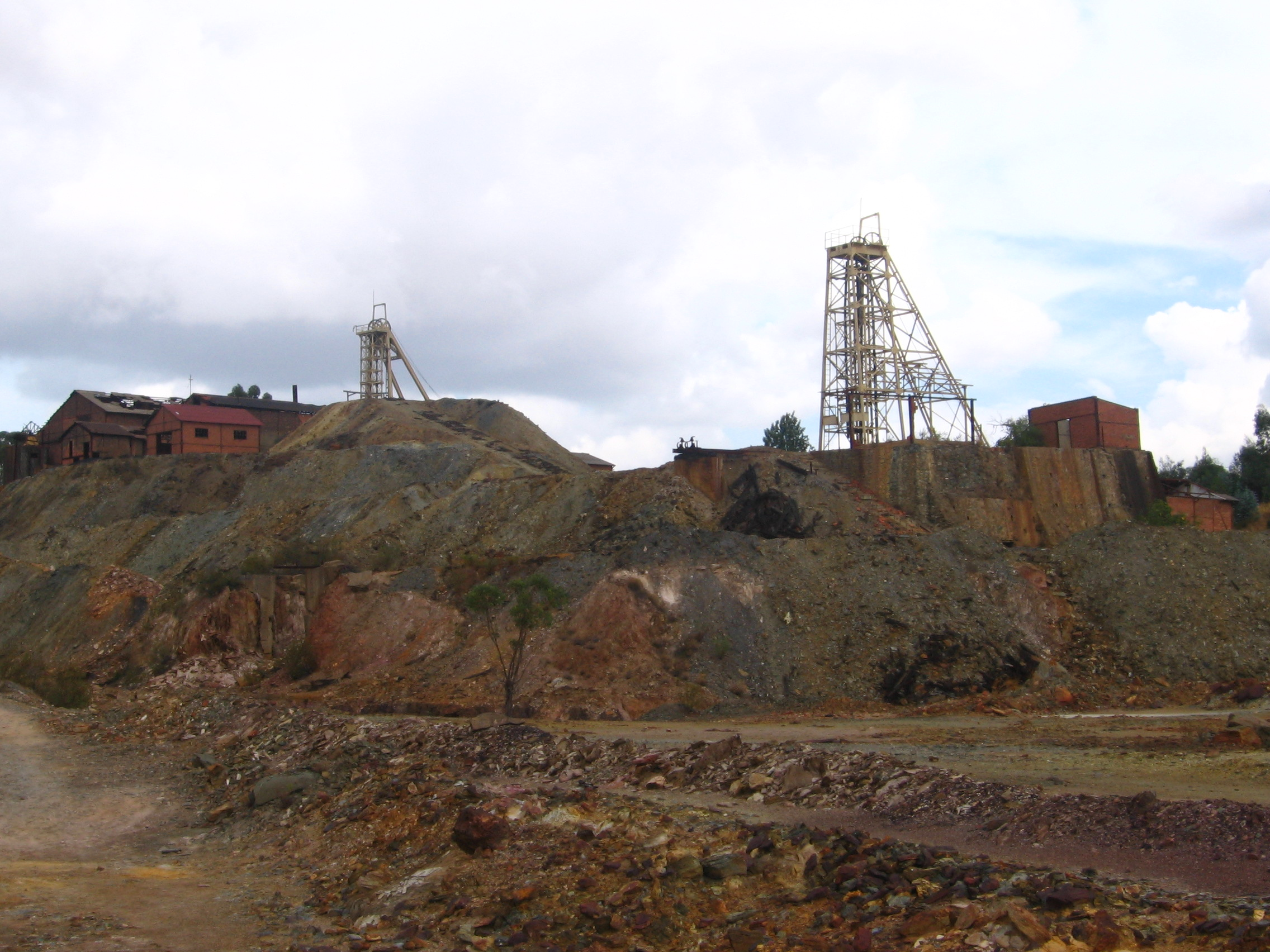
Mina de Lousal (Portugal).

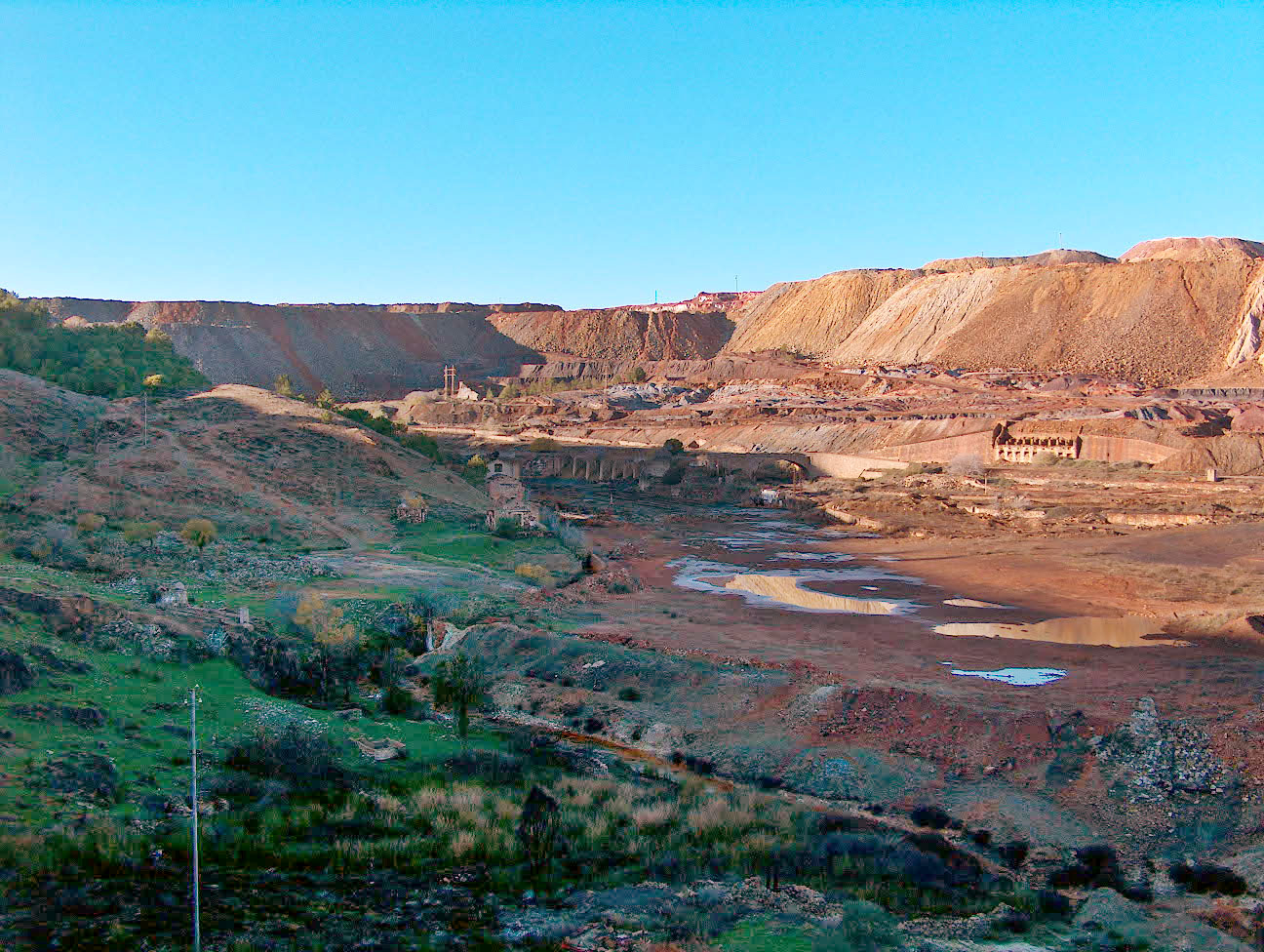
Vista de las antiguas instalaciones de Río Tinto-Estación, en la cuenca minera de Riotinto-Nerva, Huelva (España).

La Faja pirítica ibérica (en portugués: Faixa Piritosa Ibérica), también conocida como Dominio central del la Zona Sudportuguesa, es la denominación con la que se conoce a una vasta concentración de sulfuros masivos que se extiende a lo largo de gran parte del sur de la península ibérica. Tiene alrededor de 250 km de largo y de 30 a 50 km de ancho, abarcando desde la zona de Alcácer do Sal (Portugal), pasando por todo el norte de la provincia de Huelva hasta la provincia de Sevilla (España). 
Hace 350 millones de años la actividad volcánica que tuvo lugar en esta región dio lugar a ocho depósitos gigantes de sulfuros masivos polimetálicos asociados a los flancos de conos volcánicos en forma de pirita, y también de calcopirita, blenda, galena y casiterita. Desde el siglo VIII a. C. se produjeron en esa zona extracciones mineras pero fueron los romanos los que empezaron a explotar con mayor intensidad sus minas.

## Minería
Las minas de São Domingos y Minas de Riotinto supusieron una de las base de la economía en la zona. Si bien en la Edad Media se produce un declive con la Revolución Industrial volvió a intensificarse, sobre todo a partir de finales  del siglo XIX cuando decenas de minas explotan principalmente la pirita y la calcopirita. 
Muchas empresas, como la Rio Tinto Company Limited o la Tharsis Sulphur and Copper Company Limited, se convertirían gracias a la faja en algunas de las mayores empresas de Europa. La extracción de azufre siguió siendo muy importante hasta los años 1950 debido a su aplicación en la industria química (fabricación de ácido sulfúrico).

### Reservas de metales
La Faja pirítica ibérica ha albergado la mayor cantidad de reservas de metales no ferricos del Mundo. Desde hace 5000 años han sido explotadas cerca de 2000 millones de toneladas de mineral y aún quedan más de 400 millones por explotar. Destaca Riotinto, que ha albergado una de las mayores reservas de metales no férricos del mundo. Ha contenido unos 600 millones de sulfuros masivos y 2000 millones de stockwork, en total, 42 millones de toneladas de metales: 9 millones de toneladas de cobre, 15 millones de toneladas de zinc y 18 millones de toneladas de plomo, además de 1037 millones de onzas de plata y 11 millones de onzas de oro. Su viabilidad económica depende de la extracción de cobre, zinc, plomo y, en algunos casos, de metales preciosos como oro y plata.

## Explotaciones o enclaves mineros

### Portugal

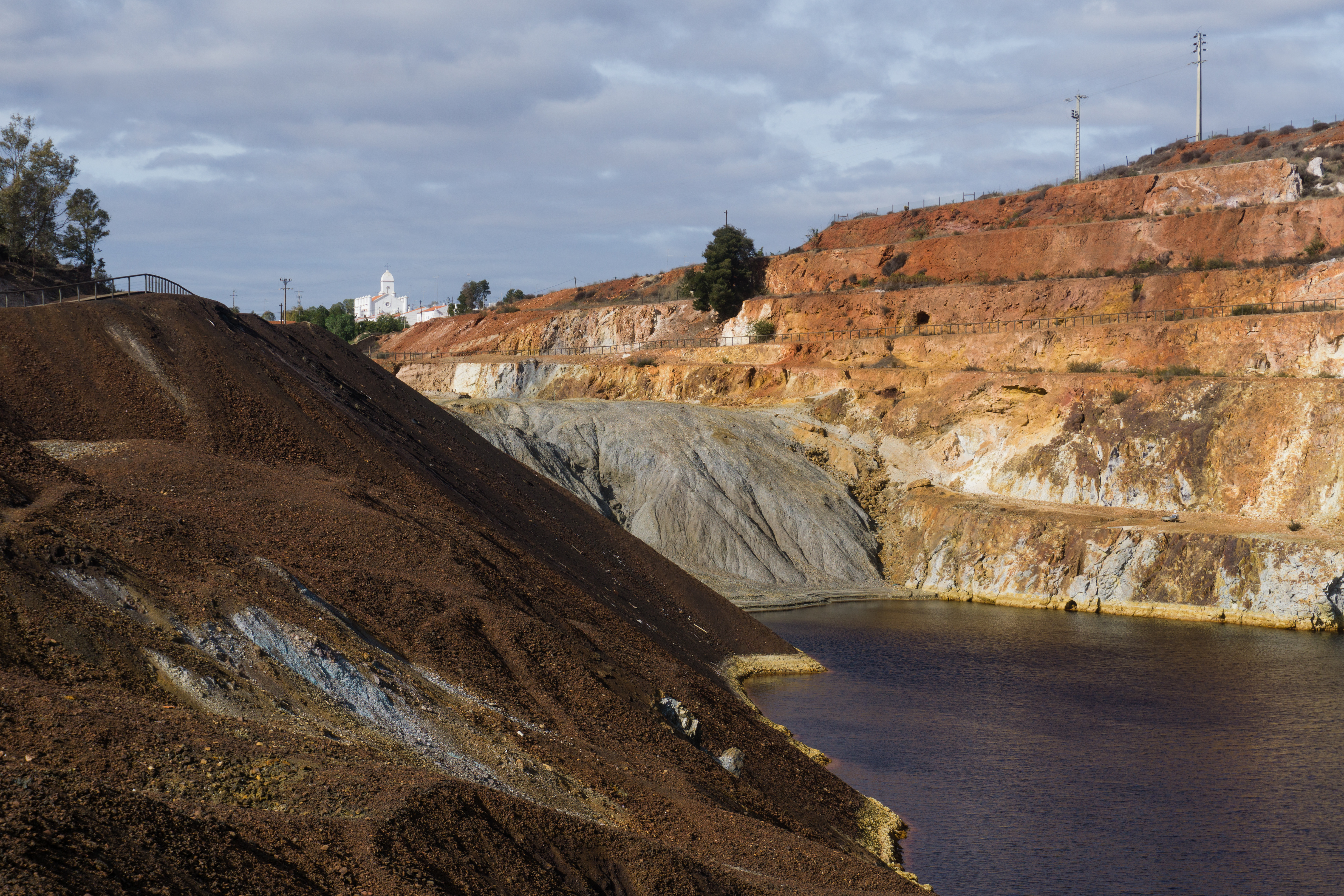
Mina de São Domingos.

| Mina          | Distrito | Tipo                        | Situación  | Notas                             |
| ------------- | -------- | --------------------------- | ---------- | --------------------------------- |
| Aljustrel     | Beja     | Subterránea                 | Inactiva   |                                   |
| Canal-Caveira | Setúbal  | Subterránea                 | Abandonada |                                   |
| Lousal        | Setúbal  | Subterránea y cielo abierto | Operativa  |                                   |
| Neves-Corvo   | Beja     | Subterránea                 | Operativa  | En explotación por Lundin Mining. |
| São Domingos  | Beja     | Subterránea y cielo abierto | Abandonada |                                   |

### España

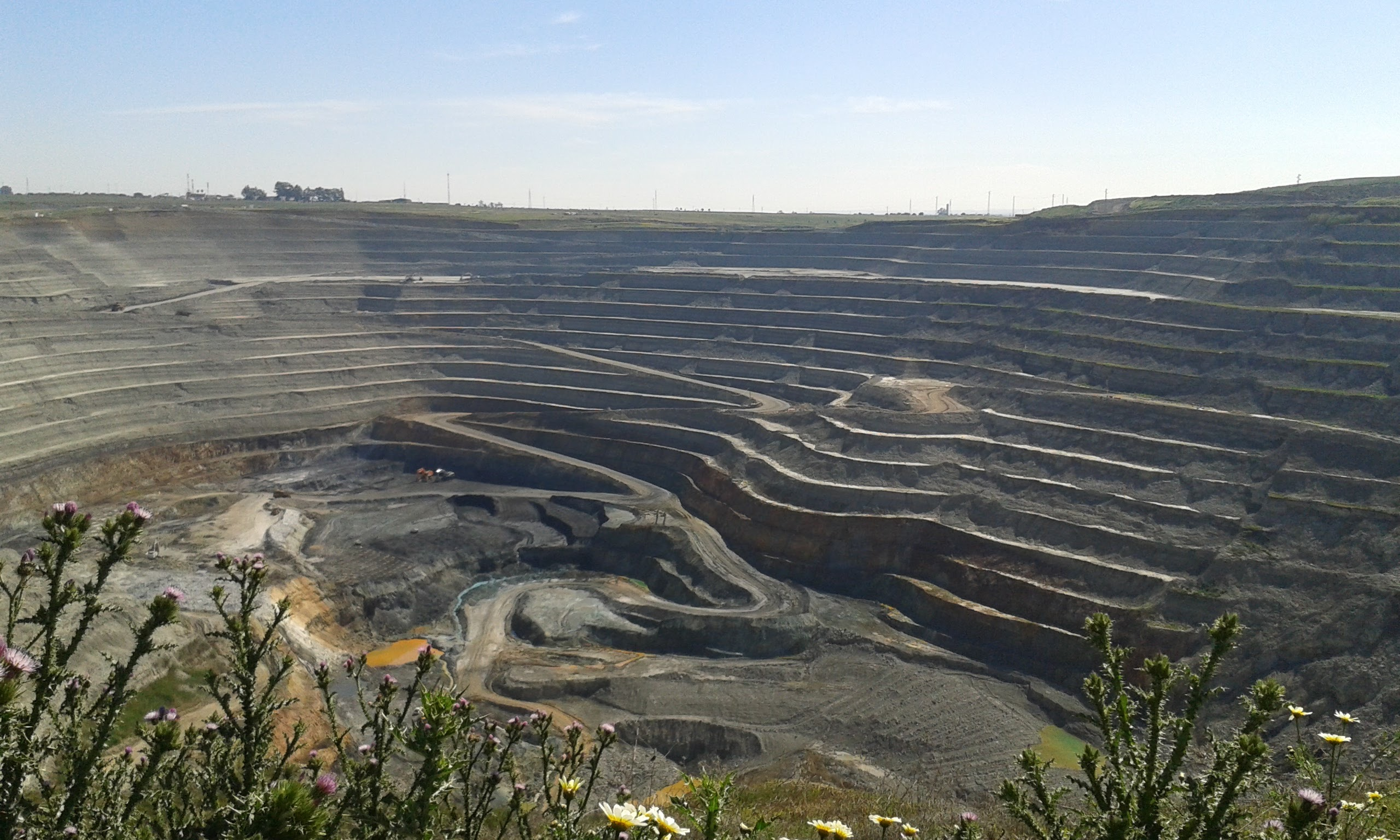
Mina de Las Cruces.

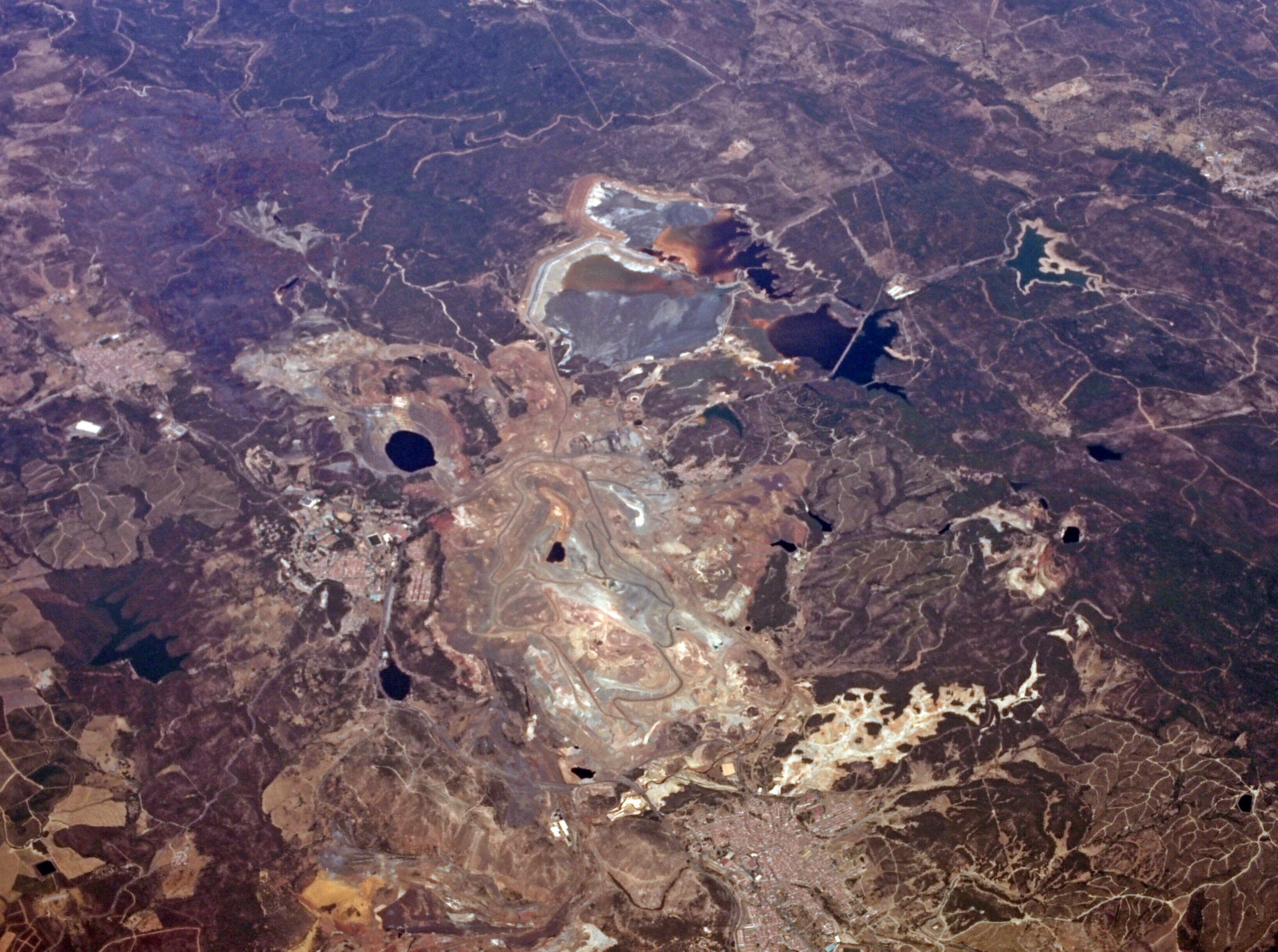
Vista aérea de las explotaciones en la cuenca minera de Riotinto-Nerva.

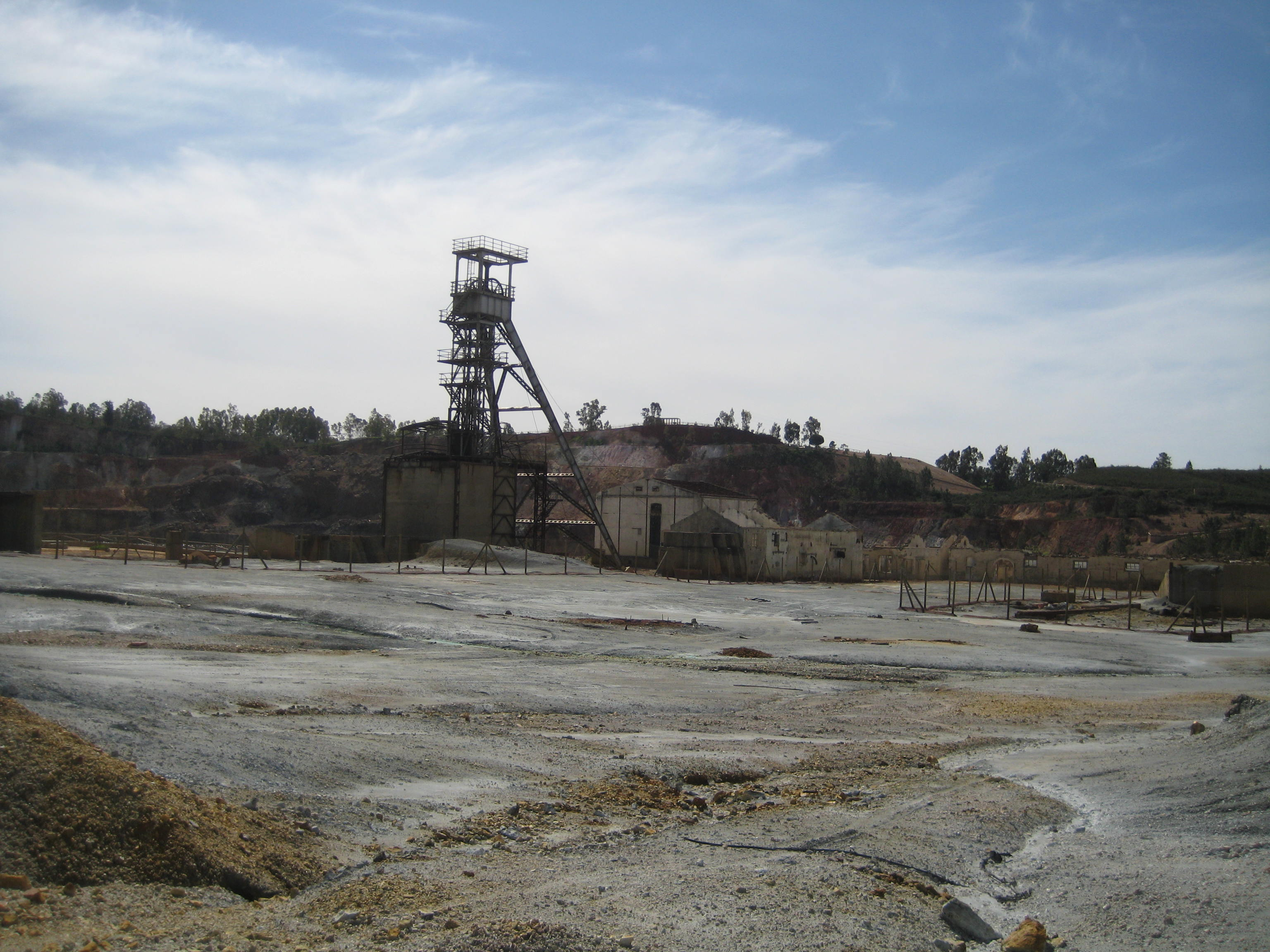
Minas de San Telmo.

| Mina                    | Provincia | Tipo                        | Situación  | Notas                                       |
| ----------------------- | --------- | --------------------------- | ---------- | ------------------------------------------- |
| Aguas Teñidas           | Huelva    | Subterránea                 | Operativa  | En explotación por Matsa.                   |
| Aznalcóllar             | Sevilla   | Subterránea y cielo abierto | Abandonada |                                             |
| Cabezas del Pasto       | Huelva    | Subterránea                 | Abandonada |                                             |
| Castillo de las Guardas | Sevilla   | Subterránea                 | Abandonada |                                             |
| Concepción              | Huelva    | Subterránea y cielo abierto | Abandonada |                                             |
| Confesionarios          | Huelva    | Cielo abierto               | Abandonada |                                             |
| Cueva de la Mora        | Huelva    | Subterránea y cielo abierto | Abandonada |                                             |
| El Buitrón              | Huelva    | Subterránea y cielo abierto | Abandonada |                                             |
| La Joya                 | Huelva    | Subterránea y cielo abierto | Abandonada |                                             |
| La Zarza                | Huelva    | Subterránea y cielo abierto | Inactiva   | En estudio su reapertura.                   |
| Las Cruces              | Sevilla   | Subterránea y cielo abierto | Operativa  | En explotación por First Quantum Minerals.  |
| Las Herrerías           | Huelva    | Subterránea y cielo abierto | Abandonada |                                             |
| Lagunazo                | Huelva    | Subterránea y cielo abierto | Abandonada |                                             |
| Lomero-Poyatos          | Huelva    | Subterránea                 | Abandonada | En estudio su reapertura.                   |
| Peña del Hierro         | Huelva    | Subterránea y cielo abierto | Inactiva   |                                             |
| Perrunal                | Huelva    | Subterránea                 | Abandonada |                                             |
| Poderosa                | Huelva    | Subterránea                 | Abandonada |                                             |
| Riotinto                | Huelva    | Subterránea y cielo abierto | Operativa  | En explotación por Atalaya Riotinto Minera. |
| San Miguel              | Huelva    | Subterránea y cielo abierto | Abandonada |                                             |
| San Telmo               | Huelva    | Subterránea y cielo abierto | Inactiva   | En estudio su reapertura.                   |
| Sotiel Coronada         | Huelva    | Subterránea y cielo abierto | Operativa  | En explotación por Matsa.                   |
| Tharsis                 | Huelva    | Subterránea y cielo abierto | Inactiva   | En estudio su reapertura.                   |
| Tinto-Santa Rosa        | Huelva    | Subterránea y cielo abierto | Abandonada |                                             |